# Mötsch
Mötsch ist ein Stadtteil von Bitburg im Eifelkreis Bitburg-Prüm in Rheinland-Pfalz. Bis 1969 war Mötsch eine eigenständige Gemeinde.

## Geographie
Der Ort liegt in der Eifel südöstlich von Bitburg-Stadtmitte. Zu Mötsch gehört auch der Wohnplatz Albach.

## Geschichte
Verschiedene Ausgrabungsstücke weisen auf eine frühe Besiedlung von Mötsch zurück. Auch römische Überreste wurden gefunden. Der Name „Mariciacum“ (Ersterwähnung 762), „Merxz“ (893), „Mersch“ (1030), „Mertsch“ (1380), „Martiacum“,  „Mötsch“ könnte eventuell von Mars abzuleiten sein. Ca. 400 n. Chr. befand sich in Mötsch ein fränkischer Königshof, welcher später an die Abtei Prüm überging. Am 13. August 762 wurde Mötsch als Villa Mariciacum erstmals urkundlich erwähnt und ist somit der älteste Bitburger Stadtteil. Keramikfunde aus dem 14.–15. Jahrhundert lassen auf eine Eisenhütte in Mötsch schließen.
In der Zeit des Dreißigjährigen Krieges wurde Mötsch des Öfteren Opfer von Raubüberfällen. So trieben Truppen aus Thionville im Jahre 1647 Pferde und Kühe aus dem Dorf. Am 8. August 1649 überfiel der Gouverneur von Thionville, Mochlo, Baron de marole mit 500 Mann, teils zu Pferde, Mötsch, Bitburg, Masholder und Hüttingen und stahl alle Kühe. Die Einwohner der betroffenen Orte verfolgten die Angreifer, teils mit Gewehren, wurden jedoch bei Meilbrück in einen Hinterhalt gelockt. Der größte Teil der Eifeler wurde erschossen, die Restlichen in Gefangenschaft genommen. Sechs bis sieben Franzosen fanden den Tod.
In den 1950er Jahren wurde größtenteils auf Gemeindegebiet ein NATO-Flugplatz gebaut. Dies führte dazu, dass sich Mötsch rasant von einem landwirtschaftlich geprägten Dorf zu einem Wohngebiet entwickelte. Das Geld, welches der Flugplatz in das Dorf brachte, ließ Mötsch zu einer der reichsten Gemeinden in Rheinland-Pfalz werden.
Die bis dahin eigenständige Gemeinde Mötsch wurde am 7. Juni 1969 in die Stadt Bitburg eingemeindet.

## Politik

### Ortsbezirk
Mötsch ist gemäß Hauptsatzung einer von sechs Ortsbezirken der Stadt Bitburg. Der Ortsbezirk umfasst das Gebiet der ehemaligen Gemeinde. Die Interessen des Ortsbezirks werden durch einen Ortsbeirat und durch einen Ortsvorsteher vertreten.

### Ortsbeirat
Der Ortsbeirat besteht aus zwölf Mitgliedern, die bei der Kommunalwahl am 9. Juni 2024 in einer personalisierten Verhältniswahl gewählt wurden, und dem ehrenamtlichen Ortsvorsteher als Vorsitzendem.
Die Sitzverteilung:
| Wahl | SPD | CDU | LS (*1) | FBL (*2) | Gesamt   |
| ---- | --- | --- | ------- | -------- | -------- |
| 2024 | 4   | 5   | –       | 3        | 12 Sitze |
| 2019 | 5   | 3   | –       | 3        | 11 Sitze |
| 2014 | 3   | 3   | 1       | 4        | 11 Sitze |
| 2009 | 2   | 4   | 1       | 4        | 11 Sitze |
| 2004 | 3   | 4   | 1       | 3        | 11 Sitze |

### Ortsvorsteher
Heiko Jakobs (SPD) wurde 2014 Ortsvorsteher von Mötsch. Bei der Direktwahl am 26. Mai 2019 wurde er mit einem Stimmenanteil von 77,98 % für weitere fünf Jahre in seinem Amt bestätigt. Bei der Direktwahl am 9. Juni 2024 wurde kein Wahlvorschlag eingereicht. Daher obliegt die Neuwahl des Ortsvorstehers dem Ortsbeirat. Auf der konstituierenden Sitzung am 3. Juli 2024 fand sich jedoch kein Kandidat. Heiko Jakobs blieb daher als geschäftsführender Ortsvorsteher weiter im Amt.
Die Vorgänger von Jakobs waren Josef Klein (CDU, 2009–2014) und zuvor zwanzig Jahre lang Heinz Franke.

## Kultur und Sehenswürdigkeiten

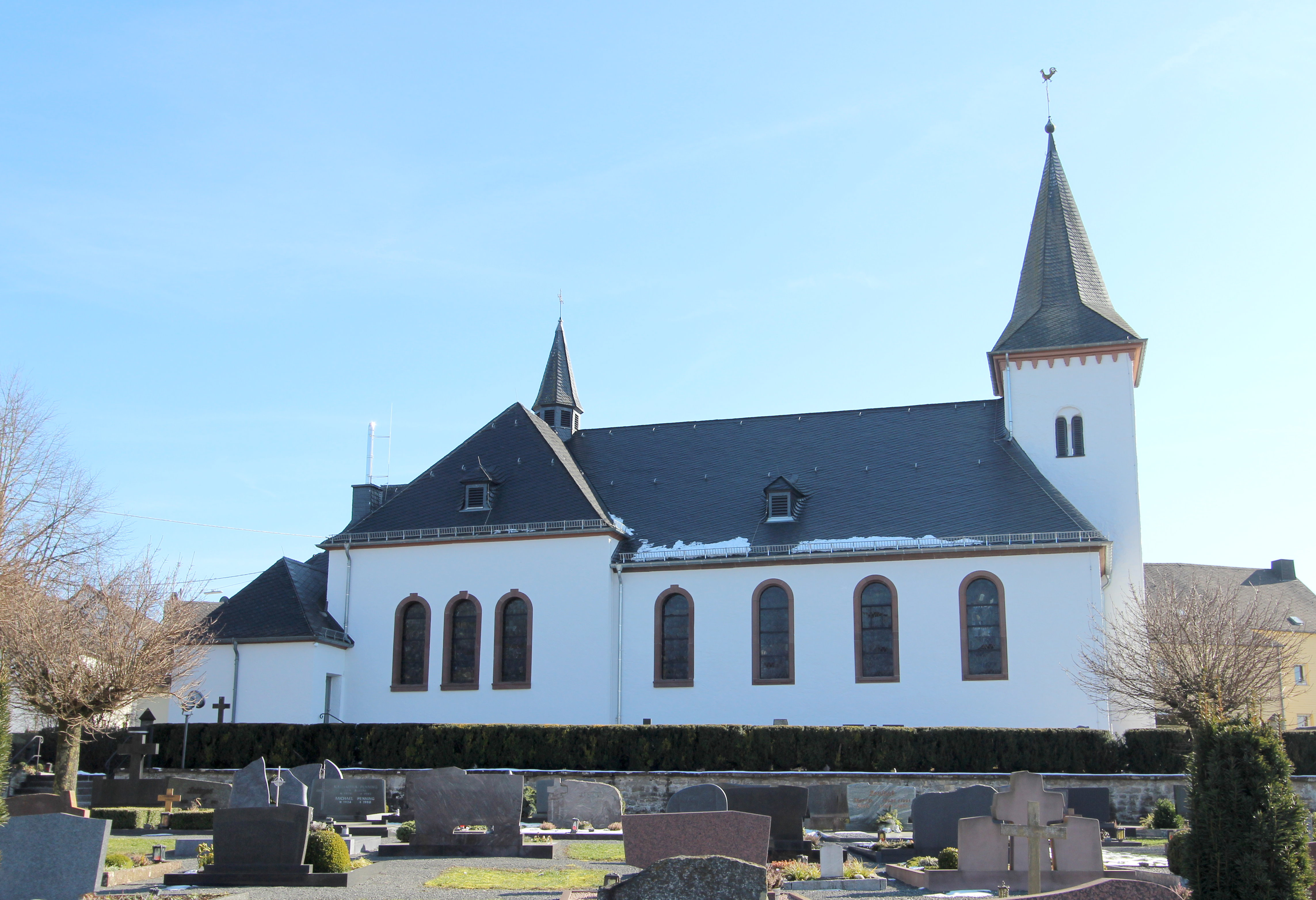
Pfarrkirche St. Nikolaus

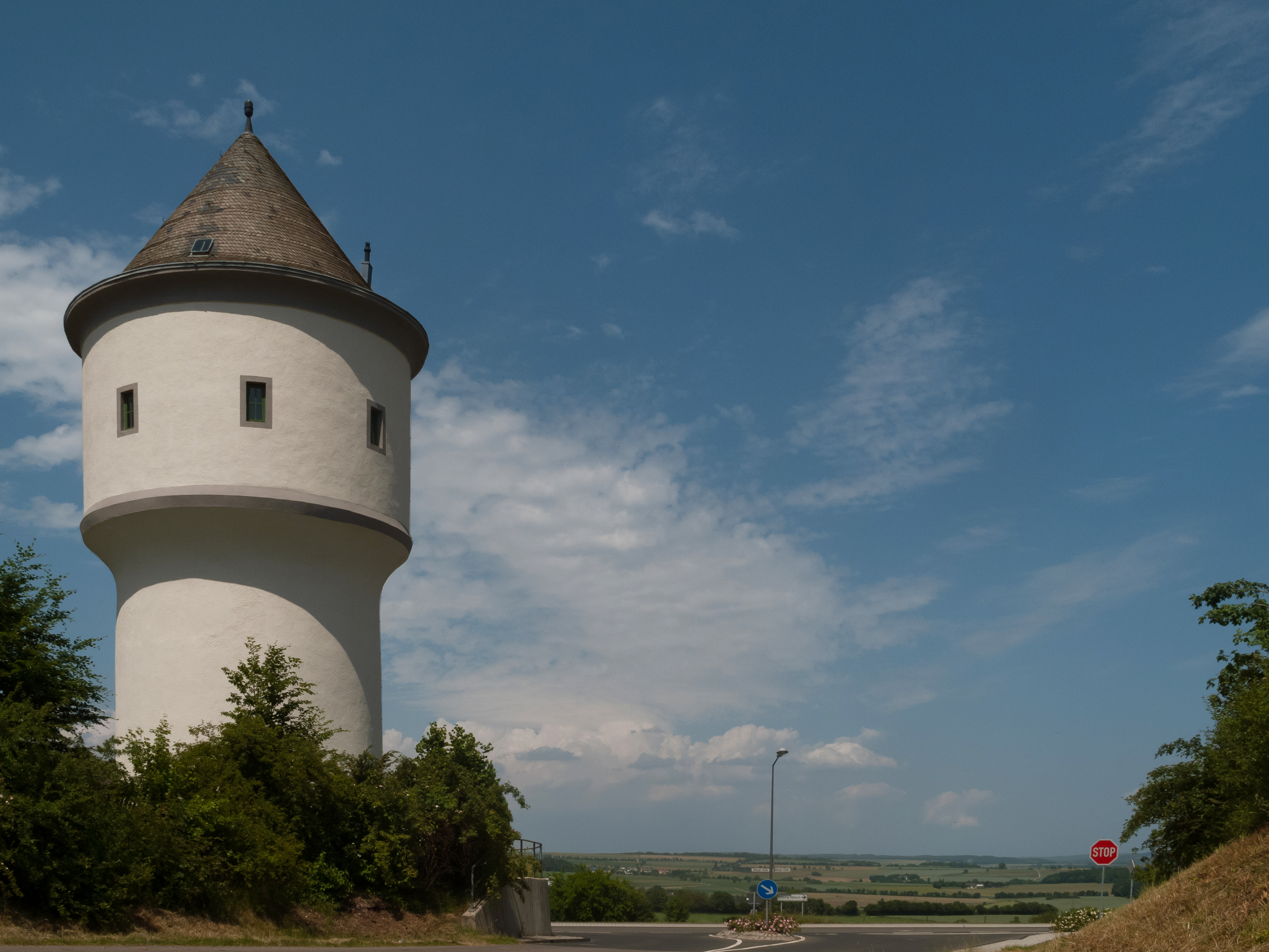
Mötsch, Wasserturm

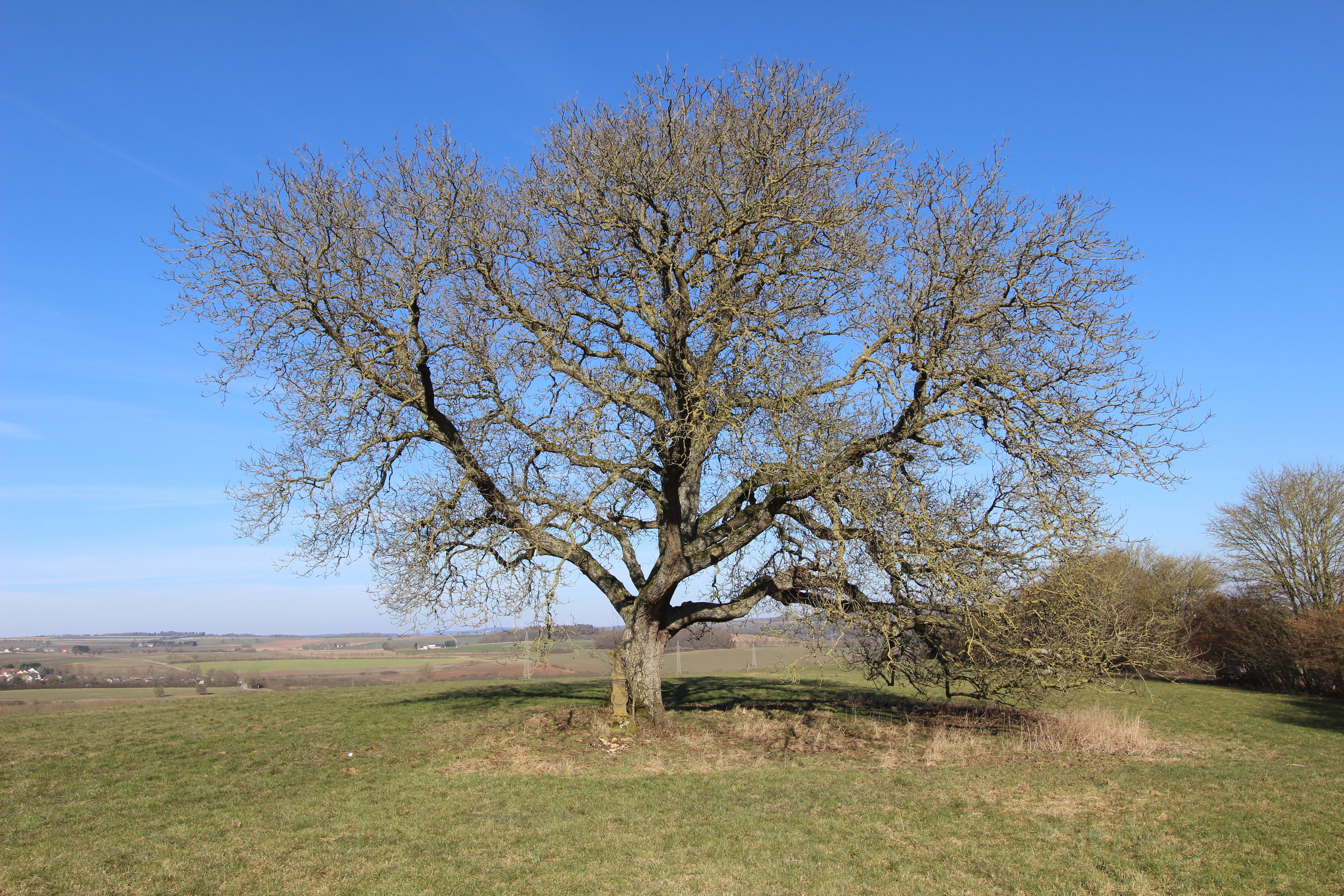
Wegekreuz unterm alten Nusbaum

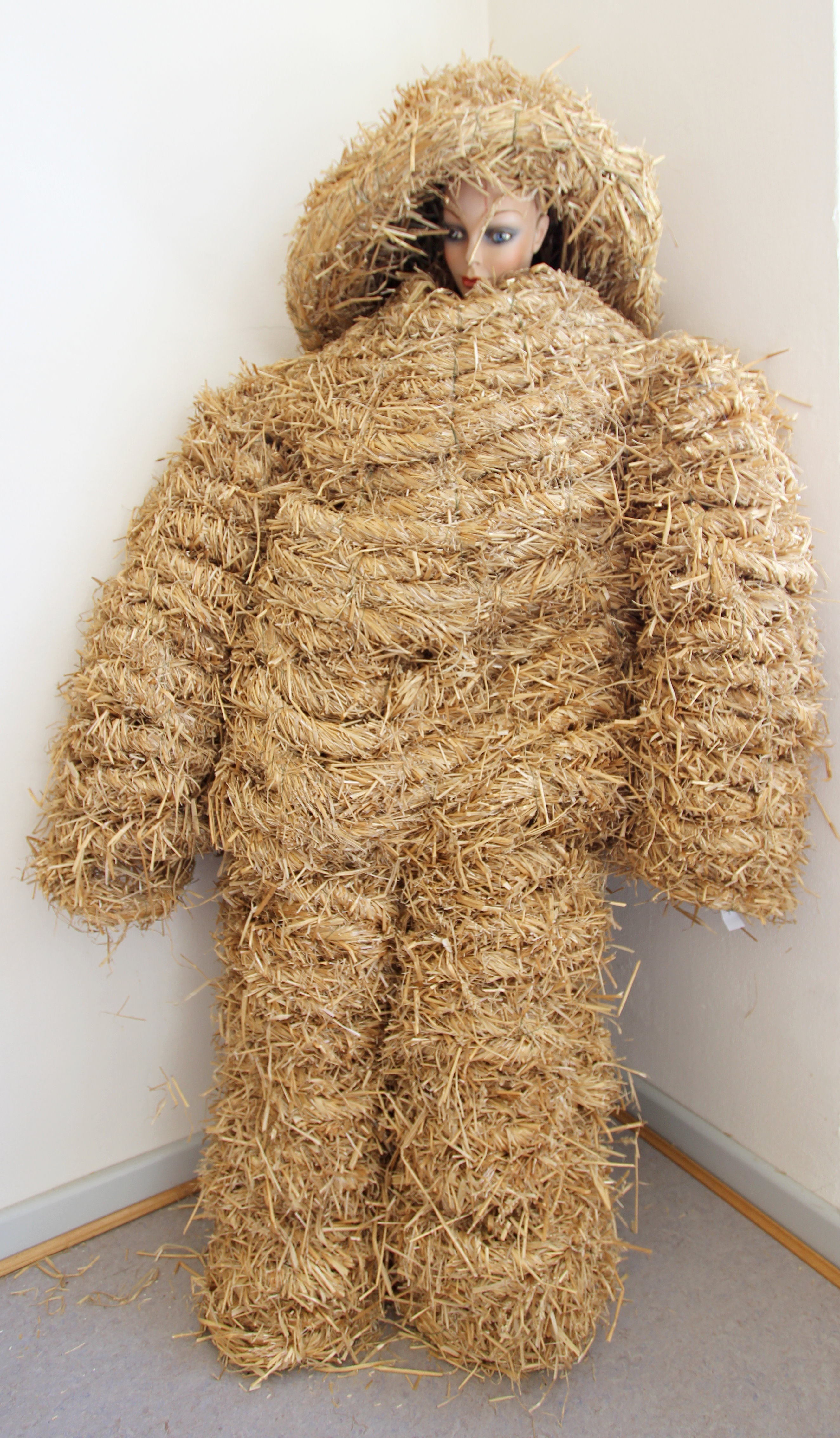
Strohbär-Kostüm von Mötsch im Kreismuseum Bitburg-Prüm

### Bauwerke
- Katholische Filialkirche St. Nikolaus von 1786
- Votivkapelle (Marienkapelle) auf „Alert“ von 1890 ⊙
- Über das Stadtteilgebiet sind mehrere Wegekreuze verteilt.
- Wahrzeichen von Mötsch ist der ehemalige Wasserturm.
- Albachmühle mit Marienpilgerstätte, Wasserfällen und Tropfsteinhöhlen (nicht zu besichtigen)

Siehe auch: Liste der Kulturdenkmäler in Mötsch

### Grünflächen und Naherholung
- Waldgebiet Ahlert (Bitburger Stadtwald)
- Naturdenkmal Mötscher Wasserfälle ⊙
- Naturdenkmal Albachtal – Kalkschlucht mit bewaldeten Hängen östlich von Bitburg ⊙

Siehe auch: Liste der Naturdenkmale in Bitburg

### Regelmäßige Veranstaltungen
- Jährliches Kirmes- bzw. Kirchweihfest – Mötscher Muatenkirmes
- Hüttenbrennen am ersten Wochenende nach Aschermittwoch (sogenannter Scheef-Sonntag)[17][18]
- Strohbär am Fastnachtsdienstag

## Wirtschaft und Infrastruktur
Aufgrund der Nähe zu Bitburg (Mötsch ist mit der Kreisstadt fast verschmolzen) gibt es in Mötsch wenig Dienstleistungsunternehmen und öffentliche Einrichtungen. Die Schule schloss 1972, das letzte Lebensmittelgeschäft 1990.
Mötsch verfügt über ein Jugendheim, welches als Gemeindesaal dient, und einen Kindergarten. Aufgrund der Nähe zum Flugplatz und zur amerikanischen Wohnsiedlung siedelten sich diverse Gastronomien und Autohandelsbetriebe an. Des Weiteren befinden sich in Mötsch mehrere Handwerksbetriebe, wie eine Goldschmiede und eine Schlosserei.
Außerdem gibt es in Mötsch drei Spielplätze, einen Sportplatz, eine Reithalle und eine Grillhütte. Eine weitere hohe Bedeutung kommt dem Mötscher Wald (Bitburger Stadtwald) Ahlert als Naherholungsgebiet und Wirtschaftswald zu.

## Persönlichkeiten
- Marcus Dahm (* 1977), Komponist, Kirchenmusiker und Musikwissenschaftler, leitete von 1997 bis 2000 den Kirchenchor Mötsch.